# Кинематизация культи
Кинематизация культи — хирургическая операция, призванная придать культям верхних конечностей захватные функции и, тем самым, повысить способность человека к обслуживанию себя, а также улучшить пользование протезом. Подобные операции (в самостоятельном виде) были популярны в первой половине XX века, особенно в период Мировых войн. На данный момент практически вытеснены протезированием, хотя ещё имеют свою нишу. Один из первых (если не первый) вариант подобной операции был предложен Германом Крукенбергом (в русском языке часто именуется «рукой Крукенберга»).

## Разновидности операции
Наиболее известными являются:
- фалангизация пястной кости;
- операция Крукенберга или Крукенберга-Альбрехта;
- сухожильная и мышечная пластика;
- операция Шипачёва или Бош Арана.

## Достоинства
Данные операции облегчают протезирование при наличии рубцовых пороков культи. Отдельно стоит операция Крукенберга, которая придаёт пострадавшему самостоятельность (особенно при двухсторонней ампутации) даже без использования протезов. Несмотря на неуклюжий вид получающейся «клешни», при помощи неё вполне возможно писать, шить, одеваться и раздеваться. В отличие от протезов, кинематизированная культя обладает чувствительностью, что облегчает выполнение некоторых действий, например, взятие хрупких предметов. Особенно это критично для слепых людей, которые вынуждены действовать исключительно на ощупь.

## Недостатки
Косметические — получившийся захватный орган может выглядеть непривлекательно.

### Дополнительная
- Александрин В. В. Война и жизнь сержанта Юрлова // Химия и жизнь : журнал. — 2016. — № 5. — С. 50—52. — ISSN 1727-5903. Архивировано 23 июля 2020 года.